# Andamão do Norte
Andamão do Norte é a ilha mais setentrional de Grande Andamão nas Ilhas Andamão, com área de 1 376 km². A principal cidade da ilha é Diglipur. Conhecida pela sua vida marinha, as principais indústrias da ilha são relacionadas com a agricultura de arroz e de laranja. A ilha é a mais elevada do arquipélago, com o Saddle Peak a atingir 738 metros. 
Andamão do Norte sofreu o tsunami produzido pelo terramoto do Oceano Índico de 2004.